# Condado de Lucena

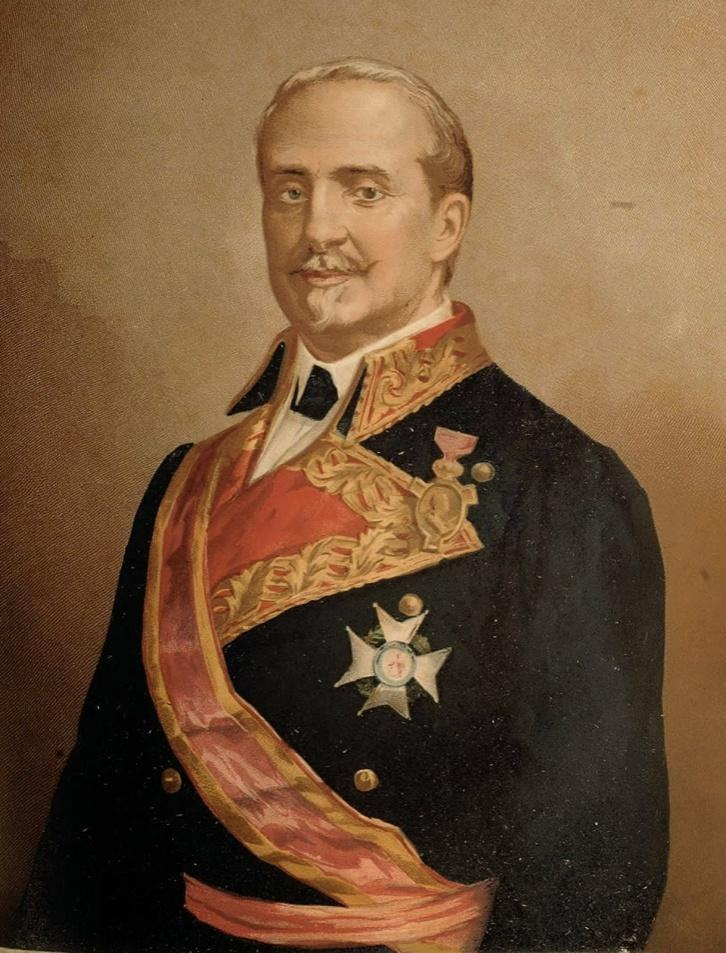
Leopoldo O'Donnell y Jorís, i duque de Tetuán grande de España, i conde de Lucena.

El condado de Lucena es un título nobiliario español creado por la reina Isabel II de España el 25 de julio de 1847 a favor de Leopoldo O'Donnell y Jorís, I duque de Tetuán grande de España.

## Nota
El condado de Lucena, se concedió con el vizcondado previo de "Aliaga". La concesión de un título de conde, con un vizcondado previo, era puro formulismo, que en ningún caso suponía la concesión de dos títulos. El título de vizconde, para ser efectivo debía concederse como tal, y por tanto independiente de cualquier otro, como por ejemplo el vizcondado de Linares. En el caso del condado de Lucena, los dos primeros condes se intitularon "condes de Lucena" y "vizcondes de Aliaga". Lo de añadir el título de vizconde al de conde, ha sido bastante frecuente, aunque fuera vizcondado previo, aunque nunca se ha admitido en ningún círculo oficial. El vizcondado de Aliaga, dejó de usarse, estando actualmente anulado legalmente, como la mayoría de los vizcondados previos.

## Denominación
Su denominación hace referencia a la localidad castellonense de "Lucena del Cid", lugar donde Leopoldo O'Donnell ganó la batalla de Lucena, o batalla de las Hileras, el 17 de julio de 1839.

## Condes de Lucena
- Leopoldo O'Donnell y Jorís,[1] (Santa Cruz de Tenerife, 12 de enero de 1809-Biarritz, Francia, 5 de noviembre de 1867), I conde de Lucena en 1847. I duque de Tetuán grande de España.

Sin sucesión directa. Le sucedió su sobrino paterno:
- Carlos Manuel O'Donnell y Álvarez-Abreu (Valencia, 1 de junio de 1834-Madrid, 9 de febrero de 1903),  II conde de Lucena y II duque de Tetuán grande de España. Intervino con sus tíos Leopoldo y Enrique, en la guerra de Marruecos, 1859-1860. Evolucionó de militar en la Unión Liberal y embajador después en Bruselas, Viena y Lisboa a posiciones bastante conservadoras con los gobiernos de Antonio Cánovas del Castillo como senador Vitalicio, según ley, del Senado.

Le sucedió:
- Juan O'Donnell y Vargas (Madrid, 1864-1928), III conde de Lucena, III duque de Tetuán grande de España. General de Caballería. Ministro de la Guerra desde 1925 durante la Dictadura de Primo de Rivera hasta su fallecimiento, en que fue sustituido por el General Julio Ardanaz.

Casó con María Francisca Díaz de Mendoza y Aguado. Le sucedió su hija:
- Blanca O'Donnell y Díaz de Mendoza, IV condesa de Lucena, V duquesa de Tetuán grande de España.

Sin descendientes. Le sucedió su primo hermano:
- Leopoldo O'Donnell y Lara (Madrid, 1915-Málaga 2004), V conde de Lucena, VI duque de Tetuán grande de España, VII marqués de las Salinas.

Casó con María del Consuelo Duque de Estrada y Moreno. Le sucedió su hijo:
- Hugo O'Donnell y Duque de Estrada (septiembre de 1948-1973), VI conde de Lucena, VII duque de Tetuán grande de España y académico de la Real Academia de la Historia.

Casó con María de la Asunción Armada y Díez de Rivera. Le sucedió su hijo:
- Alfonso O'Donnell y Armada (marzo de 1984), VII conde de Lucena, cuarto hijo varón del matrimonio.